# Spidey
Spidey (рус. Паучок) — серия комиксов о супергерое Человеке-пауке, издаваемая Marvel Comics. Сценаристом выступает Робби Томпсон (англ. Robbie Thompson), художником — Ник Брэдшоу (англ. Nick Bradshaw).

## Описание
Комикс рассказывает о школьных годах Человека-паука. Сюжет разворачивается вокруг пятнадцатилетнего Питера Паркера, который только недавно получил свои суперспособности.

## История публикации
Впервые о серии комиксов Spidey стало известно в июле 2015 года. Было анонсировано, что первый номер за авторством Робби Томпсона и Ника Брэдшоу выйдет осенью 2015 года. Впоследствии появилась информация о том, что выпуск появится в ноябре.